# Hannibal King

Hannibal King est un personnage de fiction de l’univers Marvel. Il est apparu pour la première fois en tant que personnage secondaire dans le comic des années 1970, Tomb of Dracula.

## Biographie fictive
Un détective privé qui vit modestement, King a été mordu et a été tué par le vampire Deacon Frost durant une enquête. Se réveillant comme un zombi, King a été horrifié de ce qu’il était devenu et a juré de ne jamais consommer la malédiction en la passant à un autre. Ainsi, King subsisterait au sang qu’il a acheté (ou volé) dans des banques de sang et se nourrit sur des cadavres ou des animaux. King a préféré ne pas utiliser ses pouvoirs de vampires, croyant qu’il renoncerait à une partie de lui. En dépit de son vampirisme, King a continué à fonctionner comme un détective privé, mais pouvant seulement voyager librement la nuit.
Pendant qu’il recherchait Deacon Frost, King a finalement rencontré Blade, le chasseur de vampires. C’est aussi Deacon Frost qui a tué la mère de Blade. Méfiant tous les deux au début, ils ont néanmoins fait équipe pour détruire Frost et sont devenus des amis.
À ce moment, il a été révélé que King avait été un vampire pendant cinq ans. Pendant qu’il enquêtait sur le meurtre d’un ami aux mains des Darkholders, King a contacté le Docteur Strange, le Sorcier Suprême. Par Strange, King a découvert que les Darkhold contenait un charme qui ne créait pas les vampires mais les détruisait.  Et c’est par Strange que King a découvert que Dracula était de retour.
King, avec les chasseurs de vampires Blade et Frank Drake, ont rejoint Strange dans leur visite du château de Mordo ou ils ont rapporté le Darkhold pour utiliser la formule Montesi. Le charme a détruit Dracula et tous les vampires de la Terre et les a empêché d’exister sur terre. King, n’ayant jamais pris du sang sur un humain vivant, n’a pas été détruit par la formule Montesi, mais il a eu besoin d'une transfusion sanguine pour survive, ce qui lui a restauré sa forme humaine.
Ils ont par la suite fondé une agence de détective, initialement connue comme King, Drake et Blade et plus tard Borderline Investigations. Ils ont combattu plusieurs ennemis comme les Darkholders.  King a aussi aidé Les Défenseurs (The Defenders) sur une de leurs missions.
Apparemment, la discorde parmi les trois amis a causé le départ de Drake et Blade a souffert d’une défaillance après un combat avec un Dracula nouvellement ressuscité.  Le retour de Dracula a indiqué l’affaiblissement de la formule Montesi. King a été incapable d’opérer l’entreprise seul et son vampirisme est revenu. Après un examen, le Docteur Strange a conclu que King, en raison de sa récente réversion, est devenu un « neo-vampire », un type spécial de vampire avec les capacités et les faiblesses des vampires, qui a envie du sang mais n’en a pas besoin pour survivre.
Strange a manipulé les trois hommes pour les réunir sous le nom des Nightstalkers pour combattre des ennemis surnaturels qui émergeaient. Parmi les ennemis qu’ils ont combattu il y avait, Lilin, The Fallen, le DOA d’HYDRA et Varnae. Blade a pensé au début que King et Drake avaient été tués dans l’explosion qui a détruit Varnae. King est cependant revenu plus tard à la Nouvelle-Orléans, pour aider Blade à combattre Deacon Frost ressuscité. King a aussi accepté une tâche de Donna Garth pour retrouver son père Simon Garth, aussi connu comme le Zombie Vivant (Living Zombie). King a traqué Garth jusqu’à New York où il a été aidé par Spider-Man pour sauver Garth de Lilith, la fille de Dracula.
King s’établit plus tard dans une petite boutique de San Francisco ou un agent de la CIA l'enrôle pour arrêter un vampire qui fait chanter la Terre avec des armes biochimiques. Pendant ce combat, l’agent de la CIA Tatjana Stiles est blessée par le leader terroriste vampire, Navarro, après qu’elle l'a défait, les blessures de Stiles étaient trop pénibles pour qu’elle vive avec. Sachant que la douleur la tuerait, elle a demandé à King de faire comme « s’il l’aimait » King, qui a un attrait pour Stiles, brise son vœu avec regret. Quelques semaines plus tard, King lit un article dans le journal sur la mort mystérieuse de deux gardes irakiens dans une recherche d’armes terroristes.  Dans la description des morts, King n’a aucun doute sur le responsable. Découragé, King perd l’intérêt dans son travail et recule dans une dépression.
Récemment il a assisté Blade à Londres dans sa confrontation avec Draconis, un vampire imperméable à toutes formes d’exorcisme.

## Apparition dans d'autres médias
Le personnage d’Hannibal King apparaît dans le film Blade: Trinity en 2004, il est incarné par l’acteur Ryan Reynolds. Dans le film, King est membre d’un groupe de chasseurs de vampires connu sous le nom de Nightstalkers. Cette équipe est similaire au comics, sauf en ce qui concerne son leader Abigail Whistler, un personnage créé pour le film et basé sur la reproduction d’un personnage de la franchise. Au lieu d’être l'un des leurs, Blade les perçoit comme des jeunes inexpérimentés par rapport à lui. Le film conserve la nature d’« ancien vampire » de King, mais il est beaucoup plus jeune et n’est pas détective privé. Du fait que Reynold a joué des personnages expansifs et comiques tels que Van Wilder, son interprétation contraste avec la nature plus sérieuse et réservée de Hannibal King dans le comic. L’amitié qui se développe entre King et Blade dans le comic n’existe pas dans le film.  Bien que King soit déjà un ex-vampire quand ils se rencontrent, Blade est dépourvu d’humour et ne prend jamais King en affection. De plus, dans le film, c’est Danica Talos et non pas Deacon Frost qui a transformé King en vampire.
À cause des réactions de protestation qu’a suscitées Blade: Trinity (une des critiques les plus dures a été le manque de présence de Blade), les projets futurs sur les aventures d’Hannibal King et d’Abigail Whistler ont été reportés sine die.

## Anecdotes
- Lors de la première apparition d’Hannibal King (Tomb of Dracula #25) et pendant les événements survenus dans Doctor Strange vol.2 #59-62, King a déclaré qu’il avait été transformé en vampire cinq ans auparavant. Cependant, dans Journey Into Mystery #520-521, il a révélé qu’il était un vampire depuis plus de cinq décennies, soit à peu près depuis la fin des années 1940. King a fait état du chiffre de cinq ans dans le dialogue, tandis que celui de cinquante ans n'apparaît que dans la narration. Ce que contredit Nightstalkers #16, quand King rencontre un homme qu’il avait connu à l’école secondaire. Cet homme n’est alors pas un vieillard, mais a l’air du même âge que King. Il n'est pas non plus un vampire (ce qui aurait arrêté son vieillissement) puisque cela se produit avant le retour des vampires.
- Dans Tomb of Dracula #25, le lecteur ne sait pas immédiatement que King est un vampire. Ceci n’est révélé qu’à la fin. Dans un style rappelant celui de O. Henry, des détails visuels et des dialogues sont parsemés dans l’histoire.  Beaucoup d'entre eux ont été relevés par des fans observateurs :
  - King mentionne dans la narration que, dans une affaire précédente, il pratiquait l’espionnage industriel dans un bâtiment. Un vampire a tué tout le monde à l'intérieur (mais il ne dit pas ce qui est arrivé au vampire) ;
  - dans un bar bondé, King n’a pas de reflet dans le miroir derrière le comptoir ;
  - au cours de son enquête actuelle, King semble avoir couvert une distance en dix minutes quand un Londonien sait que cela prend une heure à pied. Il n’a pas été vu conduisant une voiture à n’importe quel moment dans l’histoire. La scène se passe de nuit et il n’y a pas de transports en commun ;
  - King entre dans un bâtiment qui semble receler un piège. Il lit un écriteau sur la porte qui dit « Ouvrer, veuillez pénétrez ». Selon la tradition vampirique, un vampire ne peut entrer dans une résidence privée que lorsqu'il y est explicitement invité ;
  - Dracula dit à King « bientôt tu me reconnaîtra comme ton maître ». Dans le comic, Dracula est le Seigneur des Vampires et en effet, il essaie d’étendre sa suzeraineté au-delà des vampires.
- Il est affirmé dans Nightstalkers #1 que le statut de néo-vampire de King (ayant envie de sang mais n’en a pas besoin pour survivre, de même que sa capacité limitée à tolérer la lumière du soleil) vient de ce qu’il n’a jamais bu le sang directement d’un humain vivant. C’est grâce à cela qu’il a survécu à la Formule Montesi, l'incantation du Darkhold qui avait précédemment détruit tous les vampires. Sa condition de néo-vampire n’a jamais été évoquée à nouveau jusqu’à sa mort apparente dans Nightstalkers #20, et il a été décrit par la suite comme un vampire classique disposant des forces et faiblesses de son espèce, identiques à ce qu'il était avant que le sort Montesi ne fut lancé.